# Macskásy Árpád
Macskásy Árpád (Csurgó, 1904. február 29. – Budapest, 1977. július 24.) magyar gépészmérnök, tanszékvezető egyetemi tanár, a műszaki tudományok doktora, a Budapesti Műszaki Egyetem Épületgépészeti Tanszékének megszervezője, 1950–1974 között a tanszék első vezetője. A magyar nyelvben az „épületgépészet” kifejezés megalkotója, a magyarországi felsőfokú épületgépészeti oktatás megalapítója.

## Származása, családja
A Somogy vármegyei Csurgón született. Édesapja Macskásy Zoltán volt, a helybéli állami tanítóképző-intézet tanára, anyja Szakáll Erna. Öt testvére született, Macskásy Előd (1919–1990) matematikus, sakkozó, Macskásy Zoltán, Macskásy Attila, Macskásy Ilona (férjezett nevén Tóth Istvánné) és Macskásy Edit (férjezett nevén Halic Edit).
Felesége Abafalvi Etelka volt, egy leánya van, Rost Anett (*1966) és egy unokája Alina. Fogadott fia dr. Bánhidi László (1931–2023) gépészmérnök, egyetemi tanár, a BME Épületgépészeti Tanszék professor emeritusa.

## Életpályája
Gépészmérnöki oklevelét 1928-ban szerezte meg a budapesti M. Kir. József Műegyetem Gépészmérnöki Karán. Mérnöki pályafutását különböző magáncégeknél kezdte. 1931-től 1934-ig a belgrádi Komfort A. D. műszaki vállalat műszaki vezetője volt. 1934-ben visszajött Budapestre, és saját műszaki tervező-kivitelező irodát alapított, amelyet egészen az 1948-ig, az államosítások megkezdéséig vezetett.
1948-ban rövid ideig a Vízvezeték-Fűtés-Szerelési Nemzeti Vállalat főmérnökeként dolgozott, de még ebben az évben kinevezték az állami Épületszerelőipari Központ vezérigazgató-helyettesévé és főmérnökévé. 1950-ben a Budapesti Műszaki Egyetem Gépészmérnöki karán kapott beosztást, itt megszervezte az épületgépészeti és mérnöki ismereteket oktató új Gépészmérnökkari (II.) Épületgépészeti Tanszéket, melynek első tanszékvezetőjévé nevezték ki, 1950-től docensi, 1951-től tanszékvezető egyetemi tanári rangban. A tanszék első oktatói gárdájába frissen végzett ifjú mérnököket választott: Simon Ferencet, Destek Endrét, Özvegyi Ferencet, Tömöry Tibort, Barcs Vilmost, akik a következő két évtized kiváló tanáraivá váltak. Többen közülük 1956 után európai műszaki egyetemeken is nevet szereztek.
Megalkotta a magyar nyelvben az épületgépészet szót, amely az épületek működőképességét biztosító gépészeti (és villamos) rendszerekeivel, a mesterségesen kialakított emberi környezet komfort-tényezőivel, energetikai és anyagtranszport-folyamataival, illetve az ennek fizikai alapjait képező hőtechnikai, áramlástechnikai, akusztikai tudományágak idevágó alkalmazásaival foglalkozik. (A fogalom tartalma a tudomány és az építéstechnika fejlődésével párhuzamosan változik, alakul, bővül).
1952-ben megszerezte a műszaki tudományok kandidátusa, majd 1964-ben a műszaki tudományok doktora akadémiai címeket. Közben 1963-ban a Drezdai Műszaki Egyetemen szintén megszervezte az épületgépészeti oktatást, és három éven  éveken keresztül oktatta annak fő energetikai jellegű tantárgyait. 1966-ban a Drezdai Műszaki Egyetem tiszteletbeli doktorává avatta. Macskásy nevéhez fűződik a fűtéstechnika, a szellőzéstechnika és levegőkezelés és a klímatechnika (klímatizálás, légkondicionálás) tudományágának hazai rendszerezése, egységbe foglalása, tanterveinek elkészítése és ezeken a tudományágakon belül felmerülő számos elméleti és gyakorlati probléma mérnöki megoldása. Ipari működésének idején több technológiai leírása jelent meg, egyetemi munkássága során szakkönyvei, műegyetemi tankönyvei és jegyzetei jelentek meg (részben oktatókollégáinak társszerzőségével). Számos szakkciket írt, melyek magyar, szovjet, német, francia, lengyel, holland és svájci szaklapokban jelentek meg.
1974-ben nyugdíjazták, utódja a tanszék élén dr. Menyhárt József docens lett.
1977. július 24-én hunyt el Budapesten. 1977. augusztus 2-án a Farkasréti temetőben helyezték örök nyugalomra. Nekrológja A Jövő Mérnöke c. műegyetemi újság 1977. szeptember 8-i számában jelent meg.

## Elismerései
- 1966: A Drezdai Műszaki Egyetem díszdoktora
- 1969: Alpár Ignác-emlékérem
- 1971: a Science Française des Climats Artificiels francia tudományos társaság aranyérme.[6]
- 1972: SZOT-díj

## Emlékezete

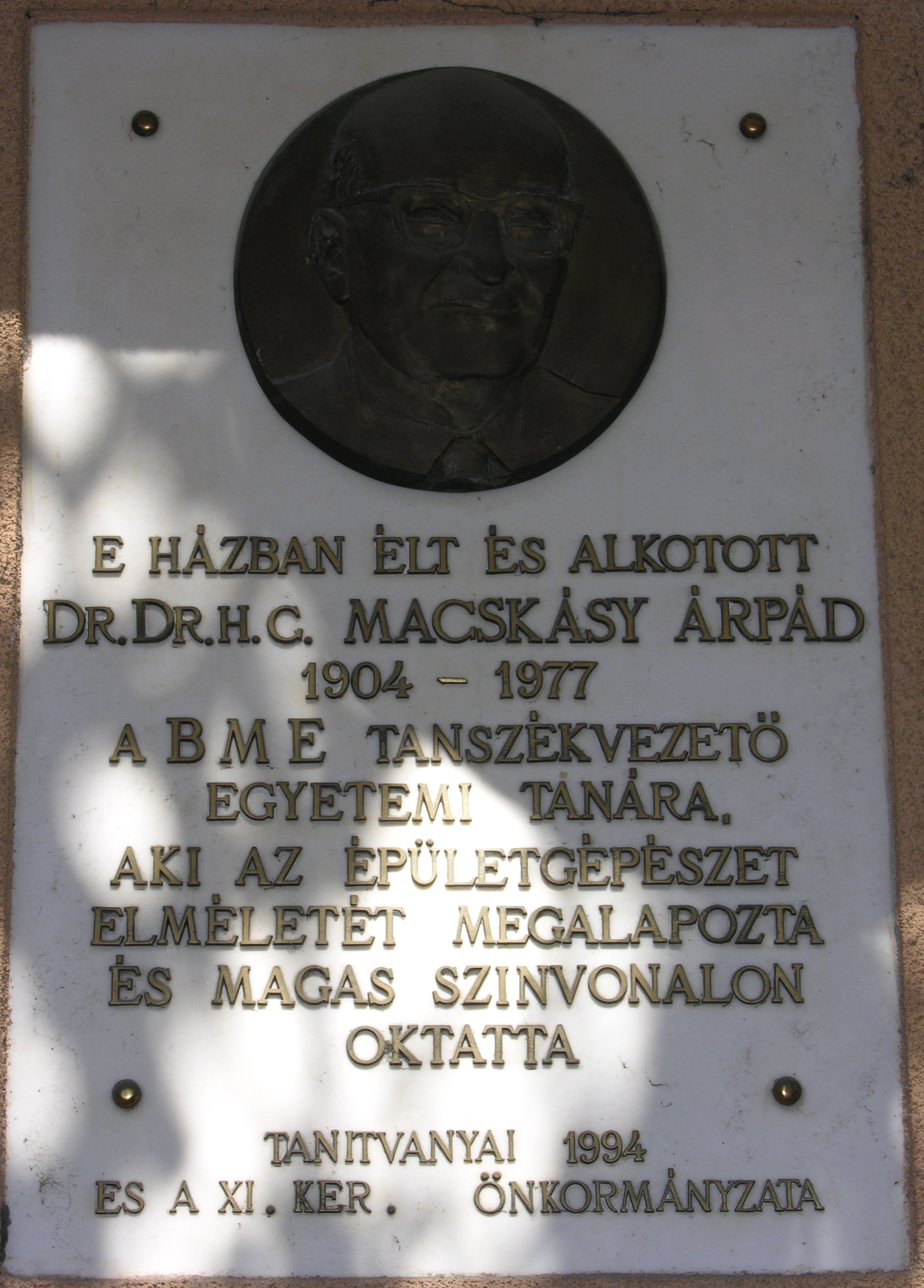
Emléktáblája a Bertalan Lajos utcában

- Halálának 10. évfordulóján, 1987-ben a BME Épületgépészeti Tanszékének Könyvtárában elhelyezték emléktábláját, Antal László (1942–2016) művét.[8]

- Születésének 90. évfordulóján, 1994-ben egykori lakóházán, a XI. kerületi Bertalan Lajos utca 15. szám alatt  emléktáblát avattak.

- 1996-ban az Építéstudományi Egyesület (ÉTE) megalapította a Macskásy Árpád-díjat (röviden Macskásy-díjat), melyet évente ítélnek oda a szakma kiemelkedő szakembereinek. A díj bronz blakettje Ágh Fábián Sándor szobrászmûvész alkotása. Általában a tárgyév november-decemberében, az Épületgépészek Napján adják át.[9]

- Mellszobrát, Ágh Fábián Sándor alkotását 2000-ben felállították a Budapesti Műszaki Egyetem T épületénél, az általa alapított Épületgépészeti Tanszék akkori otthona mellett.[10]

- Mellszobrának mását Macskásy halálának 30. évfordulóján, 2007-ben felállították Csurgón, a szülőházának helyén épült közösségi ház előtt, ugyanekkor emléktáblát helyeztek el a csurgói Csokonai Vitéz Mihály Gimnázium könyvtárában is.[11]

- Az általa alapított budapesti műegyetemi tanszéket a későbbi években többször átszervezték és átnevezték. (2020-ban aktuális neve Épületgépészeti és Gépészeti Eljárástechnika Tanszék). 2008-ban átköltöztették a BME D épületébe, Macskásy mellszobrát felújították és áthelyezték a D épület aulájába.[10][5] Ugyanitt kapott helyet az (akkori nevén) Épületgépészeti és Épületenergetikai Tanszék új energetikai és komforttechnikai kutató-oktató laboratóriuma, mely Macskásy Árpád nevét viseli.[12]

## Fontosabb művei
- Az építészet néhány fűtéstechnikai vonatkozása (Bp., 1945);
- Központi fűtés (I–II., Bp., 1952);
- Klímaközpont és alkatrészei (Berecz Károllyal és Modrovich Károllyal, Bp., 1954);
- Szellőzőberendezések (Bp., 1954);
- Sugárzó fűtés (Bp., 1954, 1962);
- Száraz vagy nedves hőcsere klímaberendezésben (Bp., 1958);
- Kisnyomású gőzfűtések (Bp., 1960);
- Melegvízfűtések (Bp., 1960);
- Távfűtések (Bp., 1960);
- Klímaberendezések méretezése (Bp., 1961);
- Klímaberendezések szerkezeti felépítése (Bp., 1961);
- Nagy csarnokok sugárzó fűtése (doktori értekezés, Bp. 1963);
- Központi fűtés I. Előtanulmányok (szerk., Bp., 1975);
- Központi fűtés (II., Bp., 1978).

## Kapcsolódó információk
- Macskásy. Épületgépészeti Múzeum (epuletgepeszetimuzeum.hu). (Hozzáférés: 2020. január 23.)
- Macskásy Árpád. História - Tudósnaptár (tudosnaptar.kfki.hu). (Hozzáférés: 2020. január 28.)
- Dr. Bánhidi László prof. emeritus. „Dr. Dr. h. c. Macskásy Árpád életútja”. Magyar Épületgépészet (online) 2016 (3), 769. o. (Hozzáférés: 2020. január 28.)
- dr. Molnár Zoltán (1978). „PROF. EM. DR., DR. H. C. ÁRPÁD MACSKÁSY” (német nyelven) (pdf). Periodica Polytechnica Mechanical Engineering 22 (1), 15-20. o. (Hozzáférés: 2020. január 28.)
- Budapesti Műszaki Egyetem - rektori tanácsülések, 1953-1954. (in: A Budapesti Műszaki Egyetem jegyzőkönyvei (1949-1991), HU BMEL 5/a., 5/b.. library.hungaricana.hu, 1953. szeptember 28. (Hozzáférés: 2020. január 28.)

A Macskásy Árpád-díjról
- (Macskásy-díjak átadása, 2015)
- (Macskásy-díjak átadása, 2019)